# Ray Flaherty
Raymond Paul Flaherty (* 1. September 1903 in Spokane, Washington; † 19. Juli 1994 in Coeur d’Alene, Idaho) war ein US-amerikanischer American-Football-Spieler und -Trainer. Er spielte unter anderem bei den New York Giants in der National Football League (NFL) als End und Defensive End und war Trainer der Washington Redskins.

## Spielerlaufbahn
Ray Flaherty studierte von 1923 bis 1925 an der Gonzaga University und spielte dort für deren Footballmannschaft. 1926 wurde er Profispieler bei den Los Angeles Wildcats in der American Football League, die nach diesem Spieljahr den Spielbetrieb wieder einstellte. Flaherty wechselte zu den New York Yankees und wurde im Laufe der Saison an die New York Giants abgegeben. Nach der Saison 1929 unterbrach Flaherty seine Spielerlaufbahn und wurde Trainer an seinem alten College.
Im Jahr 1931 übernahm Steve Owen das Traineramt bei den Giants und Flaherty kehrte zu der Mannschaft aus New York City zurück. Ab 1933 übernahm Flaherty das Amt eines Assistenztrainers und wurde Mannschaftskapitän seines Teams. Im gleichen Jahr zogen die Giants in das NFL-Meisterschaftsspiel ein und verloren gegen die von George Halas trainierten Chicago Bears mit 21:23. 1934 konnte Flaherty dann seinen ersten Meisterschaftsgewinn feiern. Erneut waren die Bears der Endspielgegner und diesmal unterlagen sie mit 13:30. 1935 zogen die Giants in ihr drittes Endspiel in drei Jahren ein. Die Detroit Lions behielten aber mit 26:7 die Oberhand. Ray Flaherty beendete nach dieser Niederlage seine Spielerlaufbahn.

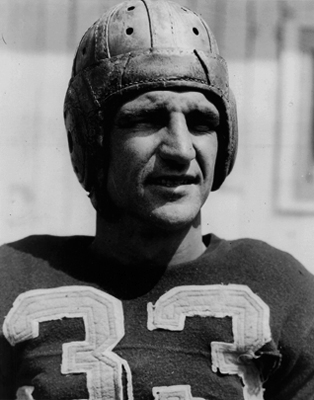
Sammy Baugh

## Trainerlaufbahn
Ray Flaherty übernahm 1936 das Amt eines Head Coachs bei den Boston Redskins. Bereits in seinem ersten Trainerjahr zog er mit seiner Mannschaft in das NFL-Endspiel ein. Gegner waren die von Curly Lambeau trainierten Green Bay Packers, die sich mit 21:6 durchsetzen konnten. Nach dieser Saison zogen die Redskins nach Washington, D.C. um.
Der Name von Ray Flaherty ist eng mit dem Namen von Sammy Baugh verbunden. Baugh wurde 1937 von den Redskins verpflichtet und war einer der ersten Spieler, der als Quarterback bezeichnet werden konnte und dem es gelang das Passspiel im American Football dauerhaft zu etablieren. Baugh und seinem Trainer Flaherty standen für das Passspiel der Redskins Offense mehrere herausragende Spieler, wie Cliff Battles, Wayne Millner oder Charley Malone zur Verfügung.
Die Redskins gewannen in der ersten Saison von Baugh acht von elf Spielen und konnten sich damit für das NFL-Meisterschaftsspiel gegen die Chicago Bears qualifizieren. Baugh warf im Endspiel 17 Pässe für einen Raumgewinn von 335 Yards. Mehrfach gelang es ihm Wayne Millner in Szene zu setzen, der zwei der drei Touchdownpässe von Baugh zu Punkten für die Redskins verwerten konnte und Flaherty gewann damit seinen ersten Titel als Trainer.
Ray Flaherty war aber auch der Trainer, der an der höchsten Niederlage einer Footballmannschaft in einem Endspiel beteiligt war. Im Jahr 1940 konnte sich seine Mannschaft für das NFL Endspiel qualifizieren und die Bears revanchierten sich für die 1937 bezogene Niederlage. Sid Luckman, Quarterback der Bears, führte seine Mannschaft zu einem ungefährdeten 73:0-Sieg und Baugh steuerte zwei Interceptions zur Niederlage seiner Mannschaft bei. Die Niederlage hinterließ Spuren. 1941 war für die Redskins kein gutes Jahr, lediglich sechs von elf Spielen wurden gewonnen. Im Jahr 1942 zeigte sich die Mannschaft deutlich erholt und gewann zehn von elf Spielen. Gegner im NFL-Meisterschaftsspiel waren erneut die Bears. Baugh gelang ein Touchdownpass zum 14:6-Sieg des von Flaherty trainierten Teams der Washington Redskins.
Nach seiner Trainerzeit bei den Redskins diente Flaherty in der US Navy und wurde nach dem Zweiten Weltkrieg Trainer der New York Yankees in der neugegründeten All-America Football Conference. Flaherty formte aus der Mannschaft ein Spitzenteam, welches allerdings nie an die Leistungen der Cleveland Browns herankam. 1946 scheiterten die Yankees im AAFC-Endspiel an den Browns mit 9:14. und auch im Jahr 1947 mussten sich die Yankees mit 3:14 den Browns im Endspiel geschlagen geben. Im Jahr 1948 wurde Flaherty im Laufe der Saison nach drei Niederlagen in Serie entlassen. 1949 wurde er von den Chicago Hornets als Trainer engagiert. Nachdem die AAFC 1949 ihren Spielbetrieb einstellen musste, beendete auch Flaherty seine Trainerlaufbahn und wurde Getränkehändler in seiner Geburtsstadt. Ray Flaherty ist auf dem Saint Thomas Cemetery in Coeur d’Alene beerdigt.

## Ehrungen
Ray Flaherty wurde fünfmal zum All-Pro gewählt. Seine Rückennummer 1 wurde bis 2024 durch die New York Giants nicht mehr vergeben. Flaherty ist seit 1976 Mitglied in der Pro Football Hall of Fame und seit 1963 in der State of Washington Sports Hall of Fame.